# Vướng mắc lượng tử
Vướng mắc lượng tử, liên đới lượng tử hay rối lượng tử là một hiệu ứng trong cơ học lượng tử trong đó trạng thái lượng tử của hai hay nhiều vật thể có liên hệ với nhau, dù chúng cách xa tới mức nào, thậm chí là tới khoảng cách lên tới cả nhiều năm ánh sáng. Ví dụ, có thể tạo ra hai vật thể sao cho nếu quan sát thấy spin của vật thứ nhất quay xuống dưới, thì spin của vật kia sẽ phải quay lên trên, hoặc ngược lại; dù cho cơ học lượng tử không tiên đoán trước kết quả phép đo trên vật thứ nhất. Điều này nghĩa là phép đo thực hiện trên vật thể này sẽ ảnh hưởng trực tiếp đến trạng thái lượng tử trên vật thể vướng víu lượng tử với nó.
Rối lượng tử là hiệu ứng được ứng dụng trong các công nghệ như tính toán lượng tử, mật mã lượng tử, viễn tải lượng tử. Hiệu ứng này, được khẳng định bởi quan sát thực nghiệm, cũng gây ra sự thay đổi nhận thức rằng thông tin về một vật thể chỉ có thể thay đổi bằng tương tác với các vật ngay gần nó.

## Ví dụ
Ví dụ: Có 2 photon sao cho spin của cặp photon này là 0 (zero), khi photon thứ nhất quay theo chiều kim đồng hồ thì bằng 1 cách nào đó photon thứ 2 sẽ quay ngược chiều kim đồng hồ sao cho tổng spin của chúng bằng 0 (zero) bất chấp khoảng cách của chúng là bao xa hoặc trong bất kỳ trường hợp nào mà không cần bất kể lực tác động nào khác. Điều nay vi phạm tất cả các quy tắc vật lý thông thường. Nó được xem như phương thức liên lạc của tương lai khi tốc độ của nó gần như ngay lập tức bất chấp đang ở không-thời-gian nào (kể cả trong hoặc phía bên kia Hố Đen), thay thế phương thức truyền tín hiệu trong vũ trụ hiện nay của con người là dùng sóng vô tuyến có tốc độ bằng với tốc độ ánh sáng, và không thể sử dụng trong nhiều trường hợp đặc biệt.
Rối lượng tử thường được mô tả với hai photon có sự liên hệ với nhau, trạng thái của photon này quyết định trạng thái của photon kia. Nếu đo được trạng thái của một photon thì ngay lập tức sẽ biết được trạng thái của photon có liên hệ với nó. Điều này cũng có nghĩa là nếu ta buộc photon này có một trạng thái nào đó thì lập tức photon kia cũng có trạng thái tương ứng.
Sự liên hệ trạng thái giữa 2 photon chứng tỏ rằng giữa chúng có một quan hệ tương tác nào đó tuy nhiên tương tác này không phải là một trong bốn tương tác cơ bản như ta đã biết; mà là một hệ quả của các định luật cơ học lượng tử.

## Ứng dụng

### Viễn tải lượng tử
Rối lượng tử được ứng dụng vào công nghệ viễn tải lượng tử, dùng để vận chuyển thông tin cũng như vật chất. Trong kỹ thuật này, người ta tạo ra hai vật thể ở cách xa nhau và có vướng víu lượng tử với nhau. Sau đó thông tin về trạng thái lượng tử của vật thứ nhất được cố định, qua phép đo; dẫn đến thông tin này được truyền tải đến vật thứ hai. Phương pháp này không cho phép thông tin, ở dạng kèm theo vật chất, được di chuyển nhanh hơn tốc độ ánh sáng.